# Kongregacja Świętego Krzyża (benedyktyni)
Kongregacja Świętego Krzyża – nieistniejąca kongregacja benedyktyńska zrzeszająca męskie klasztory tego zakonu na ziemiach Rzeczypospolitej Obojga Narodów. Powstała z inicjatywy Stanisława Krystyna Mireckiego, opata świętokrzyskiego. Jej powołanie zwiększyło niezależność klasztorów od władzy świeckiej przy wyborach opatów oraz decyzjach dotyczących ich funkcjonowania, co razem z konkordatem wschowskim doprowadziło do zakończenia okresu komendy w polskich opactwach.

## Historia
Od średniowiecza klasztory na ziemiach polskich znajdowały się pod dużym wpływem władzy świeckiej – zarówno króla jak i szlachty, którzy wywierali na nie nacisk, głównie przy okazji wyborów opata. Proces ten nasilił się w XVIII w. Zygmunt III Waza narzucił wszystkich konwentom benedyktyńskim opatów komendatoryjnych. Było to sprzeczne z ich regułą, która przewidywała wybór opata przez członków klasztoru. Zjawisko to dotykało również domy zakonne cystersów, norbertanów i bożogrobców. Narzuceni opaci nie zawsze angażowali się czynnie w życie klasztorów. Czasami pobierali jedynie dochody im przysługujące, pozostawiając resztę spraw w gestii zakonników.
Aby ograniczyć szkodliwą dla opactw działalność komendatariuszy, podejmowały one rozmaite działania, które jednak nie były skuteczne. Wybór na stanowisko opata świętokrzyskiego Stanisława Krystyna Mireckiego, który objął je wbrew nominacji królewskiej, doprowadził do wieloletniego konfliktu. Przyczyniło się to bezpośrednio do podjęcia przez tamtejszy klasztor kroków w celu zawiązania kongregacji zrzeszające polskie klasztory benedyktyńskie. Dążenia te wzmacniała tradycja o ufundowaniu konwentu przez opactwo Monte Cassino.
Na prośbę opata Mireckiego, papież Klemens XI 22 maja 1709, w breve Ex iniuncto połączył działające w Rzeczypospolitej męskie klasztory benedyktyńskie w kongregację pod wezwaniem Świętego Krzyża. Przystąpiły do niej początkowo opactwa na Świętym Krzyżu, w Mogilnie, Sieciechowie, Płocku i Trokach. Klasztory w Horodyszczach i Nieświeżu dołączyły rok później, po uzyskaniu od klasztoru macierzystego zwolnienia z członkostwa w kongregacji kasyneńskiej. Z powodu konfliktów między konwentami, opactwa w Tyńcu i Lubiniu połączyły się z Kongregacją odpowiednio w 1736 i 1740. Ostatecznie kwestię opatów komendatariuszy uregulował konkordat wschowski z 1737, który nadał im jedynie część dochodów z określonych opactw, bez prawa ingerencji w życie klasztorne.
Kres istnieniu Kongregacji przyniosły rozbiory. W 1772 odpadło opactwo tynieckie, które znalazło się w zaborze austriackim. Ostatecznie po III rozbiorze klasztory znalazły się w trzech państwach, co uniemożliwiło ich współpracę. Pod zaborem rosyjskim wznowiono kongregację zrzeszającą klasztory benedyktyńskie, cysterskie i kartuskie, działającą do ich kasat.

## Klasztory

Klasztory Kongregacji Świętego Krzyża, na tle granic Rzeczypospolitej Obojga Narodów z 1619

Finalnie do Kongregacji włączono wszystkie 9 istniejących wówczas męskich klasztorów benedyktyńskich na ziemiach polskich. Zostały one skasowane w ciągu XIX w.
- Horodyszcze – ufundowany w 1659, skasowany w 1864
- Lubiń – ufundowany ok. 1077, skasowany w 1836
- Mogilno – ufundowany ok. 1065, skasowany w 1833
- Nieśwież – ufundowany w 1673, skasowany w 1864
- Płock – ufundowany ok. 1160, w 1781 przeniesiony do Pułtuska, tamtejszy klasztor skasowany w 1864
- Sieciechów – ufundowany ok. 1150, skasowany w 1819
- Święty Krzyż – ufundowany ok. 1136, skasowany w 1819
- Troki – ufundowany w 1405, skasowany w 1842
- Tyniec – ufundowany ok. 1044, skasowany w 1816